# Брагилевский, Иосиф Эммануилович
Иосиф Эммануилович Брагилевский (25 декабря 1913 года (7 января 1914 года), Семёновка, Черниговская губерния, Российская империя  — 21 ноября 1983 года, Москва, СССР) — советский театральный деятель, педагог, директор МТХТУ (1938—1975 гг.), участник финской и Великой Отечественной войны, подполковник запаса, Заслуженный работник культуры РСФСР (1975), Заслуженный деятель искусств РСФСР (1981).

## Биография
Иосиф Брагилевский родился в г. Семёновка Черниговского уезда (ныне Черниговская область Украины) 25 декабря 1913 года (7 января 1914 года) в рабочей семье. Родители умерли от тифа в 1919—1920 гг. Начал работать с 13 лет на лесоскладе.
В августе 1930 г. с  семьей сестры переезжает в Москву и  устраивается на работу на фабрику точной механики и оптики слесарем — револьверщиком. По характеру он  активист,  вожак,  и начинается его активная общественная  работа.
1934—1937 гг. учёба на вечернем отделении рабфака Тимирязевской сельскохозяйственной академии.
В октябре 1937 года назначен на работу заместителем директора школы театрально-художественных технических кадров,  а в 1938 году — директором этой школы. Там же уже в послевоенные годы преподавал такие дисциплины как историю КПСС и политэкономию. В конце 1939 г. был призван в ряды РККА и направлен на Ленинградский фронт. Участвовал в Финской войне стрелком — радистом 555 отдельной разведроты, затем их часть вернулась в Москву и была передислоцирована в Литву.
С 1 августа 1940 г. — слушатель 1-го курса Военно-политической академии Красной Армии имени В. И. Ленина по специальности Сухопутного факультета. Выпуск слушателей Академии состоялся 1 января 1942 года в городе Белебей (куда была эвакуирована академия). Иосиф получает диплом и квалификацию «военно-политический работник» и  назначение комиссаром стрелкового батальона. 18 апреля 1942 года после формирования части  уезжает в действующую армию на Брянский фронт, где начинает службу в 119 отдельной стрелковой бригаде комиссаром отдельного стрелкового батальона. С 25 июля 1942 года переходит в противотанковую артиллерию и некоторое время служит под командованием майора А. В. Чапаева, — сына В. И. Чапаева — заместителем командира по политчасти. В феврале — марте 1942 г., когда Иосиф участвует в тяжёлых боях под Воронежем, в оккупированном немцами г. Почепе в Холокосте была уничтожена семья его старшей сестры Груни Сониной — она сама, ее муж и две дочери 15 и 16 лет. 

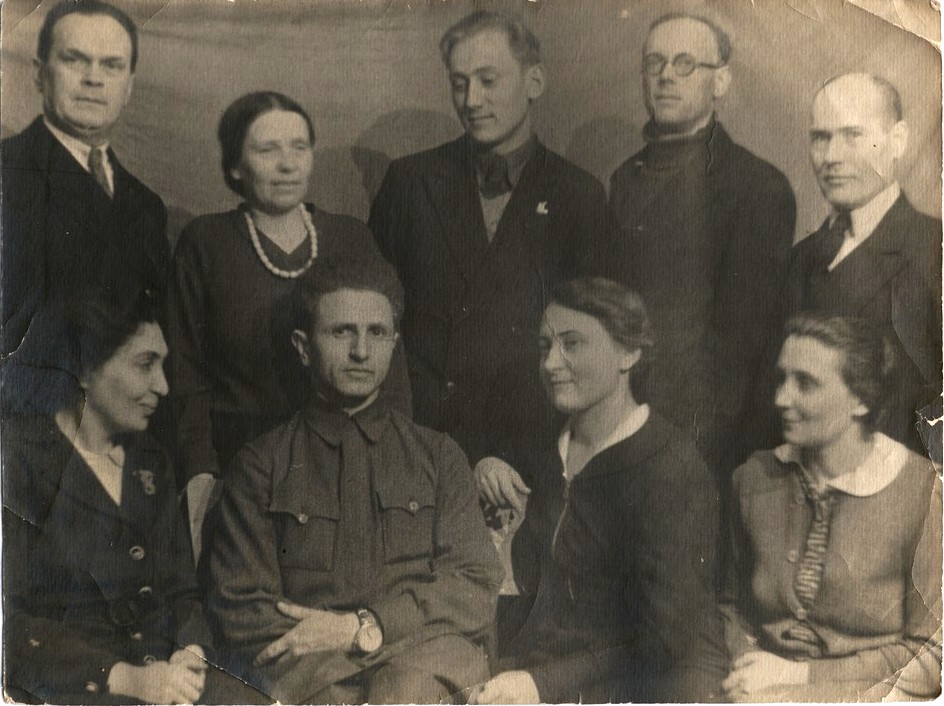
Директор И.Э. Брагилевский с педагогами школы Театральных художественно-технических кадров.1938 г. Москва.

В 1943 году несёт службу в 1850-м истребительно-противотанковом артиллерийском полку (32-я отдельная истребительно-противотанковая артиллерийская бригада, 40-я армия, Воронежский фронт). 1 сентября 1943 года Иосиф был тяжело ранен и его, с риском для собственной жизни, вывез в медсанбат Василий Петров (впоследствии генерал — лейтенант артиллерии) тем самым спас от неминуемой смерти. Этот эпизод с ранением описан В. С. Петровым в его книге «Прошлое с нами. Книга 2—я». Он почти год находился в госпиталях, началась гангрена, перенёс около 18 операций, стал инвалидом. По сложившейся традиции артиллеристы — истребители танков могли по желанию оставаться в строю после ранения. Иосиф Эммануилович продолжил службу в звании подполковника.
С октября 1944 года находился в резерве высшего и старшего политсостава Глав ПУРККА, а с января 1945 года был назначен начальником политотдела Отдельной артиллерийской части Закавказского фронта в г. Грозный. В мае 1945 года в звании подполковника был уволен в запас по состоянию здоровья в связи с ранением. Инвалид Великой Отечественной войны III группы.
Боевые заслуги И.Э.Брагилевского были отмечены многими наградами, среди них Орден Красной Звезды и Боевого Красного Знамени.
В 1945 году Иосиф Эммануилович вернулся в Москву на последнюю довоенную гражданскую работу директора Московского театрального художественно — технического училища. С его возвращением начался новый этап развития училища. В послевоенной Москве увеличивалось число театров, крайне нужны были специалисты технических служб — костюмеры, осветители, декораторы, звукотехники и др.. На специалистов-выпускников шла настоящая «охота» директоров и режиссёров театров, и Иосиф Эммануилович оказался в числе известных работников театральной сферы, уважаемым и любимым. Он прилагал много усилий для улучшения качества подготовки выпускников путем  как  внедрения новейших современных методик подготовки и освоения новейшего театрального оборудования и технологий, так и  подбора квалифицированных, преданных своему делу педагогов. 
В 1963 году благодаря И. Э. Брагилевскому для Театрального художественно — технического училища было построено новое здание в районе метро «Аэропорт», в котором оно располагается и по сей день. Студенты очень любили своего директора. Вот отрывок из воспоминаний бывшей студентки училища Ирины Сыромятниковой (ныне педагога ВТУ им.Щепкина) из её книги «История прически»:

Директор училища Иосиф Эммануилович Брагилевский понимал, что подчас желание служить искусству важнее умения рисовать голову, и, (по секрету) думается, ему проще было принять настойчивую девушку, чем объяснить ей, почему этого сделать нельзя. В общем, Ирину приняли „кандидатом в кандидаты“. И началось! История искусства, история театра, французский и ещё множество дисциплин, которые вели увлеченные своими предметами преподаватели. Борис Николаевич Симолин, например, вел „Историю прически“, сам рассказывал изумительно и живо — при помощи мимики и жестов показывал различные сословия, потешая студентов и делая учебный процесс незабываемым. А какие вечера проходили в училище! Теперь Екатерина Рождественская имитирует великие полотна в фотографическом жанре, а тогда в училище эти картины были „живые“, сотворенные силами преподавателей и студентов на сцене в золоченой раме. В общем, было чему научиться и есть что вспомнить».
…
А о покое, о размеренной жизни можно было только мечтать. Директор училища Иосиф Эммануилович Брагилевский предложил молодым преподавателям написать учебник для своих отделений! Спору нет, это было действительно необходимо, только предложение Брагилевского звучало как приказ
В 1975 году Иосиф Эммануилович вследствие сложившихся непростых отношений с  руководством  отдела культуры  МГК, оставил пост директора МТХТУ и  был назначен директором Московского сада «Эрмитаж», занимал эту должность вплоть до октября 1983 года.

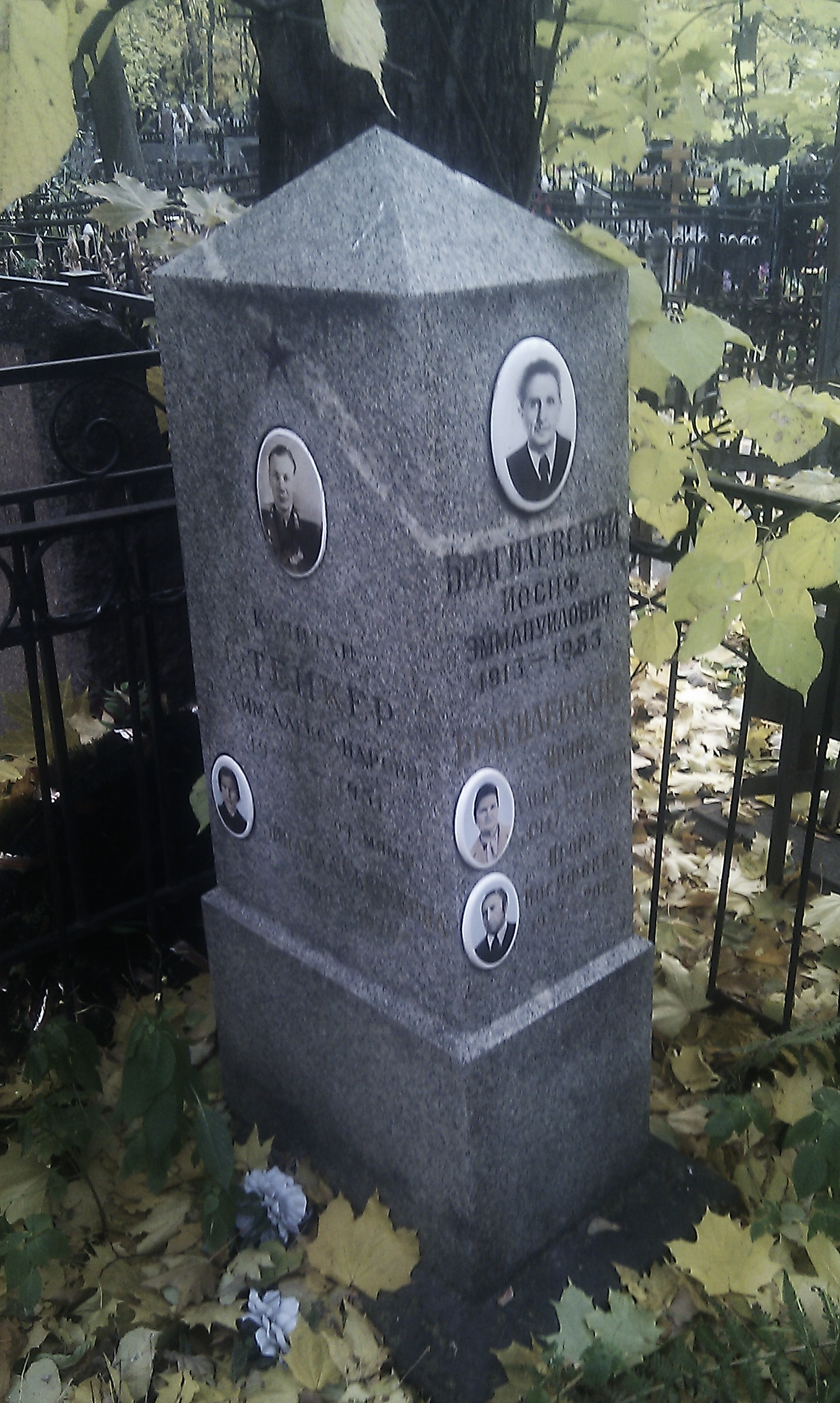
Могила И.Э.Брагилевского на Введенском кладбище

Являлся членом Научно-методического совета управления учебных заведений Министерства культуры РСФСР, членом Совета по театрально — декорационному искусству ВТО, членом бюро секции Центрального дома актера им. А. А. Яблочкиной.
Член Союза театральных деятелей СССР.
Ушёл из жизни 21 ноября 1983 года в Москве по недосмотру врачей в 4-й клинической больнице от остановки сердца после установки кардиостимулятора. В последний путь Иосифа Эммануиловича провожала вся театральная Москва, многие работники и руководители учреждений  культуры г. Москвы, его бывшие ученики - выпускники училища. Похоронен на Введенском кладбище в семейном захоронении Стейкер — Брагилевских (15 уч.).

## Награды и звания
- Орден Красной Звезды [5] (12.04.1943 г.).
- Орден боевого Красного Знамени [6] (06.11.1943 г.).
- Кавалер ордена «Знак Почёта»
- Медаль «За трудовое отличие»
- Заслуженный работник культуры РСФСР (1975 г.).
- Заслуженный деятель искусств РСФСР (1981 г.)

## Семья
- Жена — Ирина Александровна Брагилевская (Стейкер, 1917 — 2000) — дочь московского фотографа Александра Фёдоровича Стейкера, выходца из Швейцарии, у которого до революции была сеть фотоателье на Тверской.
  - Сын — Игорь Иосифович Брагилевский (1942—2003), окончил ТХТУ по специальности «Звукотехника», работал на ЦТ звукорежиссёром. Внучка — Наталья Брагилевская (1965), проживает в Филадельфии.
  - Приёмный сын — Владимир Иосифович Брагилевский, окончил Киевское высшее инженерное военное радиолокационное училище.